# Towarzystwo Funduszy Inwestycyjnych PZU
Towarzystwo Funduszy Inwestycyjnych PZU S.A. – spółka akcyjna należąca do grupy PZU, której przedmiotem działalności jest zarządzanie funduszami inwestycyjnymi. Licencję na prowadzenie działalności uzyskała w kwietniu 1999. Właścicielem 100% akcji spółki jest PZU S.A. Wielkość zarządzanych aktywów wynosi ponad 34 mld zł (stan na grudzień 2022).